# Distretto della Broye-Vully
Il distretto della Broye-Vully è un distretto del Canton Vaud, in Svizzera. Il capoluogo è Payerne. Fa parte della regione della Broye.
È stato creato nel 2008 dai comuni dei precedenti distretti di Avenches e de Payerne, di alcuni comuni dei distretti di Moudon (Brenles, Bussy-sur-Moudon, Chavannes-sur-Moudon, Chesalles-sur-Moudon, Cremin, Curtilles, Dompierre, Forel-sur-Lucens, Hermenches, Lovatens, Lucens, Moudon, Oulens-sur-Lucens, Prévonloup, Rossenges, Sarzens, Syens, Villars-le-Comte et Vucherens) e Oron (Carrouge, Corcelles-le-Jorat, Ropraz et Vulliens).

## Comuni
| Comune                 |
| ---------------------- |
| Avenches               |
| Bussy-sur-Moudon       |
| Champtauroz            |
| Chavannes-sur-Moudon   |
| Chevroux               |
| Corcelles-le-Jorat     |
| Corcelles-près-Payerne |
| Cudrefin               |
| Curtilles              |
| Dompierre              |
| Faoug                  |
| Grandcour              |
| Henniez                |
| Hermenches             |
| Lovatens               |
| Lucens                 |
| Missy                  |
| Moudon                 |
| Payerne                |
| Prévonloup             |
| Ropraz                 |
| Rossenges              |
| Syens                  |
| Trey                   |
| Treytorrens            |
| Valbroye               |
| Villars-le-Comte       |
| Villarzel              |
| Vucherens              |
| Vulliens               |
| Vully-les-Lacs         |
| Totale : 31            |

### Fusioni
- 2011: Avenches, Oleyres → Avenches
- 2011: Bellerive, Chabrey, Constantine, Montmagny, Mur, Vallamand, Villars-le-Grand → Vully-les-Lacs
- 2011: Cerniaz, Combremont-le-Grand, Combremont-le-Petit, Granges-près-Marnand, Marnand, Sassel, Seigneux, Villars-Bramard → Valbroye
- 2011: Lucens, Oulens-sur-Lucens → Lucens
- 2016: Carrouge, Ferlens (distretto di Lavaux-Oron), Mézières (distretto di Lavaux-Oron) → Jorat-Mézières (distretto di Lavaux-Oron)
- 2017: Brenles, Chesalles-sur-Moudon, Cremin, Forel-sur-Lucens, Lucens, Sarzens → Lucens